# 阿内勒 (阿登省)
阿内勒（法語：Annelles，法語發音：[anɛl]）是法国大東部大區阿登省的一个市镇，属于勒泰勒区。

## 地理
阿内勒（49°25'40"N, 4°25'10"E）面积12.31 平方千米，位于法国大東部大區阿登省，该省份为法国北部内陆省份，西接埃纳省，南至马恩省，东临默兹省，北与比利时接壤。
与阿内勒接壤的市镇（或旧市镇、城区）包括：比尼库尔、瑞尼维尔、梅尼勒阿内勒、佩尔特、瑟伊、蒂尼-特吕尼、勒图尔讷河畔维尔。

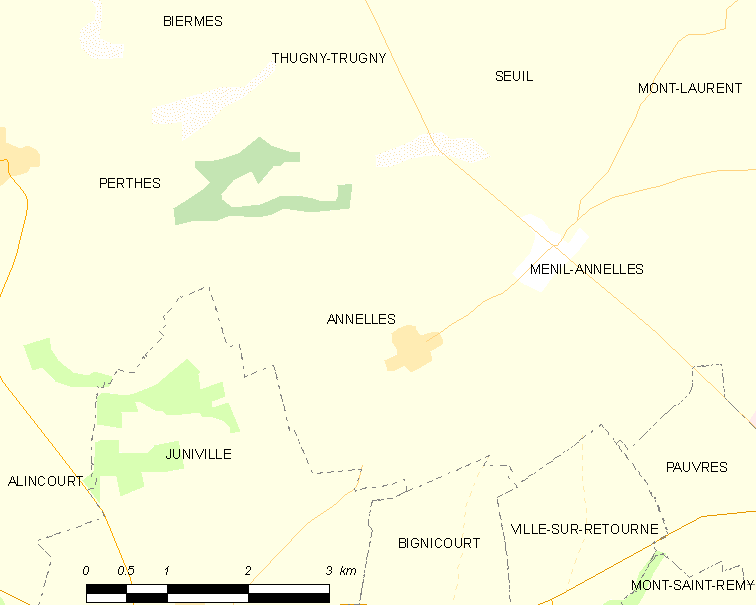
的OSM定位图

阿内勒的时区为UTC+01:00、UTC+02:00（夏令时）。

## 行政
阿内勒的邮政编码为08310，INSEE市镇编码为08014。

## 政治
阿内勒所属的省级选区为波尔西安堡县。

## 人口

1962-2008年间人口变化图示

阿内勒于2022年1月1日时的人口数量为130人。